# HammAli & Navai
HammAli & Navai è stato un duo musicale russo fondato nel 2016 a Mosca e scioltosi nel 2025. È stato costituito dai rapper e cantanti Aleksandr Əliyev e Navai Bakirov.

## Storia del gruppo
Di origine azera, il duo si è fatto conoscere per mezzo del primo album in studio Janavi, che è stato il disco di maggior successo su VK Muzyka nel 2018 e che ha riscontrato popolarità anche in Lettonia, dove ha totalizzato oltre un anno nella graduatoria nazionale ed è stato il 52º album più consumato dell'intero 2019. Il progetto, supportato dalle hit Pustite menja na tancpol e Noty, è stato promosso da una tournée sia nella Federazione Russia sia negli Stati Uniti d'America. I singoli Devočka-vojna e Prjatki, usciti nel 2019, sono divenuti dei successi radiofonici in Russia secondo la Tophit, trascorrendo rispettivamente 71 e 62 settimane nella hit parade. Il primo è figurato anche nella classifica lettone di fine anno.
A marzo 2021 il duo ha annunciato che si sarebbe sciolto, rendendo disponibile il secondo album Kogda chorošemu čeloveku plocho attraverso la Atlantic Records Russia il mese seguente. Ciononostante, il duo ha poi diffuso degli inediti occasionali, e nel frattempo, i due membri si sono concentrati sui loro progetti da solista; Navai Bakirov è stato il primo a incidere il suo primo LP, dal titolo Kak Esenin (2024) e sotto il nome artistico di Navai.
Nel marzo 2025 è stato annunciato il loro scioglimento a tempo indeterminato per permettere ai due artisti di concentrarsi sulle loro singole carriere.

## Formazione
- Aleksandr Əliyev – voce
- Navai Bakirov – voce

## Discografia

### Album in studio
- 2018 – Janavi
- 2021 – Kogda chorošemu čeloveku plocho

### EP
- 2018 – Janavi: Autotomija

### Singoli
- 2017 – Ty moja chimija
- 2017 – Privet, nu kak ty tam voobšče
- 2017 – Fary-tumany
- 2017 – Zakryvaju glaza (feat. Džozzi)
- 2017 – Im groš cena
- 2017 – Brilliant v grjazi
- 2017 – Do utra
- 2017 – Chočeš', ja k tebe priedu
- 2017 – Zadychajus'
- 2018 – Cvetok
- 2018 – Mama
- 2018 – Pustite menja na tancpol
- 2019 – Kak tebja zabyt'
- 2019 – Devočka-vojna
- 2019 – Bez tebja ja ne ja (con Jony)
- 2019 – Prjatki
- 2019 – Ja zakochavsja (con Miša Marvin)
- 2020 – Ne ljubi menja
- 2020 – Gde ty byla?
- 2020 – Žit', ne dumaja o tebe (con Bahh Tee)
- 2020 – Mne vsë Monro (con Egor Krid)
- 2020 – Nu počemu? (con Emin)
- 2020 – A esli ėto ljubov'?
- 2020 – Devočka tancuj
- 2021 – Ptička
- 2021 – U okna
- 2021 – Poslednij poceluj (con Ruki Vverch)
- 2021 – Brillianty VVS (con Slava Marlow)
- 2021 – Bože, kak zaviduju (con Jah Khalib)
- 2021 – Ona chočet byt' model'ju (con Macan)
- 2022 – Ljubit' - ėto tak bespolezno
- 2023 – Zasypaj, krasavica
- 2023 – Zasypaeš', no ne so mnoj (con Egor Krid)
- 2023 – Gde ty teper' i s kem (con Basta)
- 2023 – Esli mir spravedliv
- 2023 – Snova 17
- 2024 – Zapadnja
- 2024 – Lepestok (con Loc-Dog)
- 2024 – Vsem zametno
- 2025 – Ottepel'

## Riconoscimenti
- Novoe Radio Awards
  - 2020 – Miglior gruppo[12]
  - 2022 – Candidatura al Miglior gruppo[13]
  - 2022 – Miglior singolo per Ptička[14]

- Premija Muz-TV
  - 2019 – Candidatura alla Svolta dell'anno[15]
  - 2021 – Candidatura al Miglior video per A esli ėto ljubov'?[16]
  - 2021 – Candidatura al Miglior gruppo[16]
  - 2024 – Candidatura al Miglior gruppo[17]
  - 2024 – Candidatura al Miglior lyric video per Ptička[17]

- Premija RU.TV
  - 2019 – Candidatura al Miglior debutto[18]
  - 2021 – Candidatura al Miglior progetto hip hop[19]
  - 2022 – Candidatura al Miglior gruppo[20]
  - 2023 – Miglior progetto hip hop[21]

- Rossijskaja nacional'naja muzykal'naja premija Viktorija
  - 2021 – Candidatura alla Canzone dell'anno per Ptička[22]

- Žara Music Awards
  - 2020 – Gruppo dell'anno[23]
  - 2021 – Gruppo dell'anno[24]
  - 2022 – Canzone dell'anno per Ptička[25]